# Bristol Teatret
|  | Denne artikel handler om teatret (1971-1982). For biografteatret Bristol Teatret, se Kinografen |
Bristol Teatret (egentlig Bristol Music Center's Teater) var et mindre teater, der lå på Frederiksberggade 25 på Strøget i København fra 1971 til 1982.

## Historie
Teatret blev grundlagt i 1971 af Morten Grunwald, der var dets direktør det første årti. Tidligere havde lokalerne, der var i kælderplan, rummet en biograf, der blev etableret under navnet Kinografen i 1906, men som fra 1939 til sin lukning i 1966 også hed Bristol Teatret. Teatret kom i 1976 med i Den Storkøbenhavnske Landsdelsscene. I 1980 overtog Lone Hertz og Malene Schwartz ledelsen. Teatret lukkede i 1982.

## Repertoire
Teatrets repertoire var fra starten moderne og internationalt præget. Skuespillene var primært skrevet af amerikanske dramatikere, blandt andet Samuel Beckett. Blandt skuespillerne, der var tilknyttet teatret, var Lily Weiding, Ove Sprogøe og Ebbe Rode.